# Convoi PQ 5
Le convoi PQ 5 est le nom de code d'un convoi allié durant la Seconde Guerre mondiale. Les Alliés cherchaient à ravitailler l'URSS qui combattait leur ennemi commun, le Troisième Reich. Les convois de l'Arctique, organisés de 1941 à 1945, avaient pour destination le port d'Arkhangelsk, l'été, et Mourmansk, l'hiver, via l'Islande et l'océan Arctique, effectuant un voyage périlleux dans des eaux parmi les plus hostiles du monde.
Il part de Hvalfjörður en Islande le 27 novembre 1941 et arrive à Arkhangelsk en URSS le 13 décembre 1941.

## Composition du convoi
Ce convoi est constitué de 7 cargos, :
- Royaume-Uni : 5 cargos (Briarwood, Chulmleigh, Empire Stevenson, St Clears et Trehata)
- Union soviétique : 2 cargos (Komiles et Petrovski)

| Non                     | Nationalité      | Tonnage (GRT) | Notes                    |
| ----------------------- | ---------------- | ------------- | ------------------------ |
| Briarwood (1930)        | Royaume-Uni      | 4 019         | Navire Commodore         |
| Chulmleigh (1938)       | Royaume-Uni      | 5 445         |                          |
| Empire Stevenson (1941) | Royaume-Uni      | 6 209         |                          |
| Komiles (1932)          | Union Soviétique | 3 962         |                          |
| Petrovski (1921)        | Union Soviétique | 3 771         |                          |
| St Clears (1936)        | Royaume-Uni      | 4 312         | Wintered In North Russia |
| Trehata (1928)          | Royaume-Uni      | 4 817         |                          |

## L'escorte
L'escorte varie au cours de la traversée. Une escorte principale reste tout au long du voyage.
Ce convoi est escorté au départ par :
- les drageurs de mine : HMS Hazard, HMS Hebe et HMS Sharpshooter

| Non                    | Nationalité | Type              | Notes                   |
| ---------------------- | ----------- | ----------------- | ----------------------- |
| HMS Bramble (J11)      | Royal Navy  | Dragueur de mines | Escorte 7 Dec - 13 Dec  |
| HMS Hazard (J02)       | Royal Navy  | Dragueur de mines | Escorte 27 Nov - 7 Dec  |
| HMS Hebe (J24)         | Royal Navy  | Dragueur de mines | Escorte 27 Nov - 7 Dec  |
| HMS Seagull (J85)      | Royal Navy  | Dragueur de mines | Escorte 7 Dec - 13 Dec  |
| HMS Sharpshooter (J68) | Royal Navy  | Dragueur de mines | Escorte 27 Nov - 13 Dec |
| HMS Sheffield (C24)    | Royal Navy  | Croiseur léger    | Escorte 30 Nov - 7 Dec  |

## Le voyage

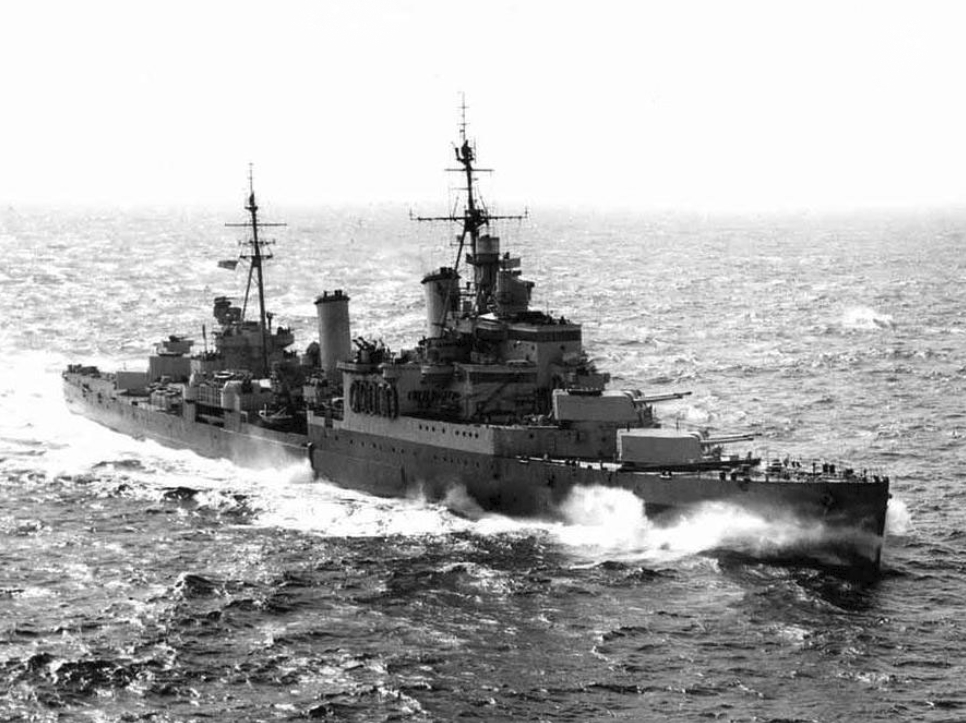
Le croiseur léger HMS Sheffield.

Le 30 novembre, le croiseur léger HMS Sheffield rejoint le convoi. Le 7 décembre, une partie de l'escorte quitte le convoi (HMS Sheffield, HMS Hazard et HMS Hebe) et est remplacé par les chasseurs de mines HMS Bramble et HMS Seagull.
Le convoi arrive sans problème.

### Sources
- (en) Cet article est partiellement ou en totalité issu de l’article de Wikipédia en anglais intitulé « Convoy PQ 5 » (voir la liste des auteurs).